# Margarete von Hochstaden
Margarete von Hochstaden, auch Margarethe von Are-Hostaden (* vor 1214; † 30. Januar 1314 in Hückeswagen) war die Tochter des Grafen Lothar I. von Are-Hochstaden und Mathilde von Vianden. Sie heiratete im Jahr 1240 Graf Adolf IV. von Berg, der von 1246 bis 1259 die Grafschaft Berg regierte. Außerdem war sie die Schwester des Kölner Erzbischofes Konrad von Hochstaden, der 1248 den Grundstein zum Kölner Dom legte.
Sie ist nicht zu verwechseln mit Margarete von Hochstaden, der Frau von Lothar II. von Are-Hochstaden. Diese Margarete von Hochstaden war die Schwägerin des Erzbischofs Konrad von Köln und nicht die Schwester.

## Die Hochzeit mit Adolf IV. von Berg
Der Grund für ihre Hochzeit mit Adolf IV. von Berg war eine politisch bedingte Doppelhochzeit. Ihr Bruder Konrad von Are-Hochstaden, der 1238 Erzbischof von Köln wurde, kämpfte auf der Seite von Papst Gregor IX. gegen den Stauferkaiser Friedrich II. Nach einem Kriegszug ins Jülicher Land wurde nach harten Kämpfen ein Frieden errungen, der durch die Hochzeit besiegelt wurde.

## Margarete als Regentin der ehemaligen Grafschaft Hückeswagen
In ihrer Zeit, bereits unter der Herrschaft ihres Sohnes Adolf V. fügte sie die an Berg verpfändete selbständige Grafschaft Hückeswagen dem Herrschaftsgebiet ihres Sohnes hinzu. Am 6. Juli 1260 wurde der Besitz von dem nach Mähren ausgewanderten Grafen Franco und seinem Bruder Heinrich an die Grafen von Berg übergeben. Die Grafen von Hückeswagen verzichteten auf alle Klagen und Rechtsansprüche aus ihrer verpfändeten Grafschaft.
Sie residierte zunächst gemeinsam mit ihrem Sohn auf Schloss Burg, dem Herrschaftssitz der Grafen von Berg, zog aber später auf ihren Witwensitz in die Burg Hückeswagen (später Schloss Hückeswagen) um. Dort starb sie im hochbetagten Alter von über 100 Jahren.

## Kinder
- Engelbert, Propst von Köln
- Konrad I. von Berg, Bischof von Münster (1306–1310) († 25. Mai 1313)
- Walram, Propst zu Köln
- Wilhelm I. von Berg († 16. April 1308)
- Adolf V. von Berg, († 28. September 1296)
- Irmgard († 24. März 1294), Gattin von Eberhard I. von der Mark
- Heinrich Herr zu Windeck († um 1295)